# Skalica
Skalica (Duits: Skalitz) is een Slowaakse gemeente in de regio Trnava, en maakt deel uit van het district Skalica.
Skalica telt 14.984 inwoners.